# Ein Hod
Ein Hod (en hebreo : עֵין הוֹד) es un pueblo situado en el norte de Israel. En 2008, el pueblo tenía una población de 559 habitantes.
Ein Hod se convirtió en una colonia de artistas en 1953 bajo la impulsión del dadaísta Marcel Janco.. El impulsor principal del proyecto fue Marcel Janco, un reconocido artista dadaísta, quien evitó que las fuerzas de seguridad demolieran la aldea y convenció al gobierno para que le permitiera establecer allí una colonia de artistas.